# 성남화랑초등학교
성남화랑초등학교는 대한민국 경기도 성남시 분당구 백현동에 있는 공립 초등학교이다.

## 학교 연혁
- 2013년 9월 12일 : 초등 6학급, 특수 1학급 편성
- 2013년 9월 12일 : 제1대 이강일 교장 부임
- 2013년 9월 12일 : 성남화랑초등학교 정식 개교
- 2014년 2월 14일 : 제1회 졸업식(졸업생45명)
- 2020년 1월 3일 : 제7회 졸업식(졸업생 89명)
- 2020년 3월 1일 : 37학급(유치원 2학급, 특수 2학급)
- 2020년 3월 1일 : 제 3대 깁도섭 교장 부임

## 참고 자료
- 성남화랑초등학교 - 한국교육학술정보원 학교알리미